# Juan Francisco Larrobla
Juan Francisco de Larrobla Pereyra (Montevideo, 9. siječnja 1775. – Canelones, 5. srpnja 1842.) bio je urugvajski katolički svećenik, teolog, političar i domoljub, borac za urugvajsku neovisnost.

## Životopis
Rođen je u Montevideu 9. siječnja 1775., gdje je pohađao osnovnu školu i gimnaziju. Teologiju je naučavao na Nacionalnom koledžu u Buenos Airesu i Nacionalnom sveučilištu u Córdobi.
Za svećenika je zaređen 1800., te je ubrzo nakon ređenja služio u razni župama na sjeveru i istoku Urugvaja. Iako je bio iz imućnije obitelji, pomagao je seljacima i borcima za slobodu. Iako nije mogao biti vojnik, njegovi novčani prilozi pomogli su u ostvarivanju obrane od britanske i portugalske invazije.
25. kolovoza 1825. predsjedao je Odborom istočnih pokrajina, koje je usvojilo tri zakona:
- Zakon o neovisnosti (od Brazilskog Carstva)
- Zakon u Uniji (s Ujedinjenim pokrajinama RIo de la Plate)
- Zakon o Urugvajskoj zastavi

U Katedrali Naše Gospe od Guadalupe u Canelonesu blagoslovio je prvu urugvajsku zastavu 1825.

## Obitelj
Njegova starija sestra Jacoba bila je majka svećenika Lorenza Antonia Fernándeza.
Njegov mlađi brat Luis de la Robla bio je prvi poštar u neovisnom Urugvaju.